# 張士璠
張士璠（？—？），號素園，江西南康府建昌县人。

## 生平
崇祯三年（1630年）庚午科江西乡试举人，崇祯十三年（1640年）庚辰科進士，通政司观政，官武进县知县。